# Глубоков, Даниил Александрович
Дании́л Алекса́ндрович Глубо́ков (24 декабря 1923, Кошкуль, Уральская область — 17 декабря 2007, Челябинск) — советский учёный-кардиолог и педагог, доктор медицинских наук, профессор, заслуженный врач РСФСР (1984), заслуженный деятель науки Российской Федерации (2002). Ректор Челябинского государственного медицинского института (1966—1995). Участвовал в Великой Отечественной войне рядовым, был тяжело ранен.

## Биография

### Ранние годы
Родился 24 декабря 1923 года в деревне Кошкуль, ныне Красноармейский район, Челябинская область.
11 августа 1941 года, после окончания средней школы, добровольцем был призван в ряды РККА. С 15 августа 1941 года — участник Великой Отечественной войны в составе 104-го стрелкового полка, 36-й стрелковой дивизии в звании "красноармеец", автоматчик. Воевал на Сталинградском фронте. С 5 августа 1942 года — участник Сталинградской битвы. 17 сентября 1942 года был тяжело ранен разрывной пулей в левую ногу с повреждением бедренной кости. После лечения в госпиталях был признан инвалидом III группы и был демобилизован. За участие в войне 6 ноября 1947 года был представлен к Ордену Отечественной войны 2-й степени, но был награждён медалью «За отвагу».
В 1943 году Глубоков поступил в Киевский медицинский институт, находившийся в то время в эвакуации в Челябинске. В 1944 году перевёлся в Челябинский медицинский институт, который окончил с отличием в 1948 году. С 1948 по 1951 годы обучался в ординатуре на кафедре госпитальной терапии Челябинского медицинского института.

### Научная и преподавательская деятельность
С 1951 работал ассистентом. В 1958 году ему было присвоено звание доцента. С 1958 по 1989 годы Глубоков заведовал кафедрой госпитальной терапии и одновременно с 1958 по 1966 годы был проректором по учебной части Челябинского медицинского института. В 1966 году был назначен ректором Челябинского государственного медицинского института и работал в этой должности до 1995 года.
В 1956 году защитил кандидатскую диссертацию, в 1975 году — докторскую диссертацию. В 1977 году Глубокову было присвоено звание профессора.
По результатам своей научной и практической деятельности Глубоков удостоен почётных званий заслуженный врач РСФСР (1984) и заслуженный деятель науки Российской Федерации (2002).

### Смерть
Даниил Александрович Глубоков умер 17 декабря 2007 года в Челябинске.

## Награды и звания
- Орден Октябрьской революции (1971[2])
- Орден Отечественной войны I степени (06.04.1985[7])
- Два Ордена Трудового Красного Знамени (1966, 26.06.1981[5])
- Медаль «За отвагу» (06.11.1947[4])
- Медаль «За трудовую доблесть» (15.09.1961)[5]
- Медаль «За доблестный труд. В ознаменование 100-летия со дня рождения Владимира Ильича Ленина» (20.03.1970)[5]
- Заслуженный врач РСФСР (22.10.1984)[5]
- Заслуженный деятель науки Российской Федерации (2002)[6]
- Почётный гражданин Челябинска (9.09.1996 г. № 1231-п[8])